# Heinrich Jakob Schwarz
Heinrich Jakob Schwarz (* 10. März 1787 in Alsfeld; † nach 1826) war ein hessischer Fabrikant und konservativer Politiker und Abgeordneter der 2. Kammer der Landstände des Großherzogtums Hessen.
Heinrich Jakob Schwarz war der Sohn des Fabrikanten Johann Heinrich Schwarz und dessen Ehefrau Barbara Katharina, geborene Haas. Schwarz, der evangelischen Glaubens war, war Leinweber und Fabrikant in Alsfeld und heiratete 1812 Christiane geborene Müller, die Tochter des großherzoglichen Hofkammerrates Karl Müller aus Darmstadt.
Von 1826 bis 1827 gehörte er der Zweiten Kammer der Landstände an. Er wurde für den Wahlbezirk Oberhessen 5/Romrod gewählt.